# مترو کون‌مینگ
مترو کون‌مینگ (انگلیسی: Kunming Metro) سیستم قطار شهری زیرزمینی در شهر کون‌مینگ، یون‌نان، چین است.
این مترو که در سال ۲۰۱۲ تأسیس شده دارای ۶ خط، ۱۱۵ ایستگاه و ۱۶۴ کیلومتر طول است.

## نگارخانه

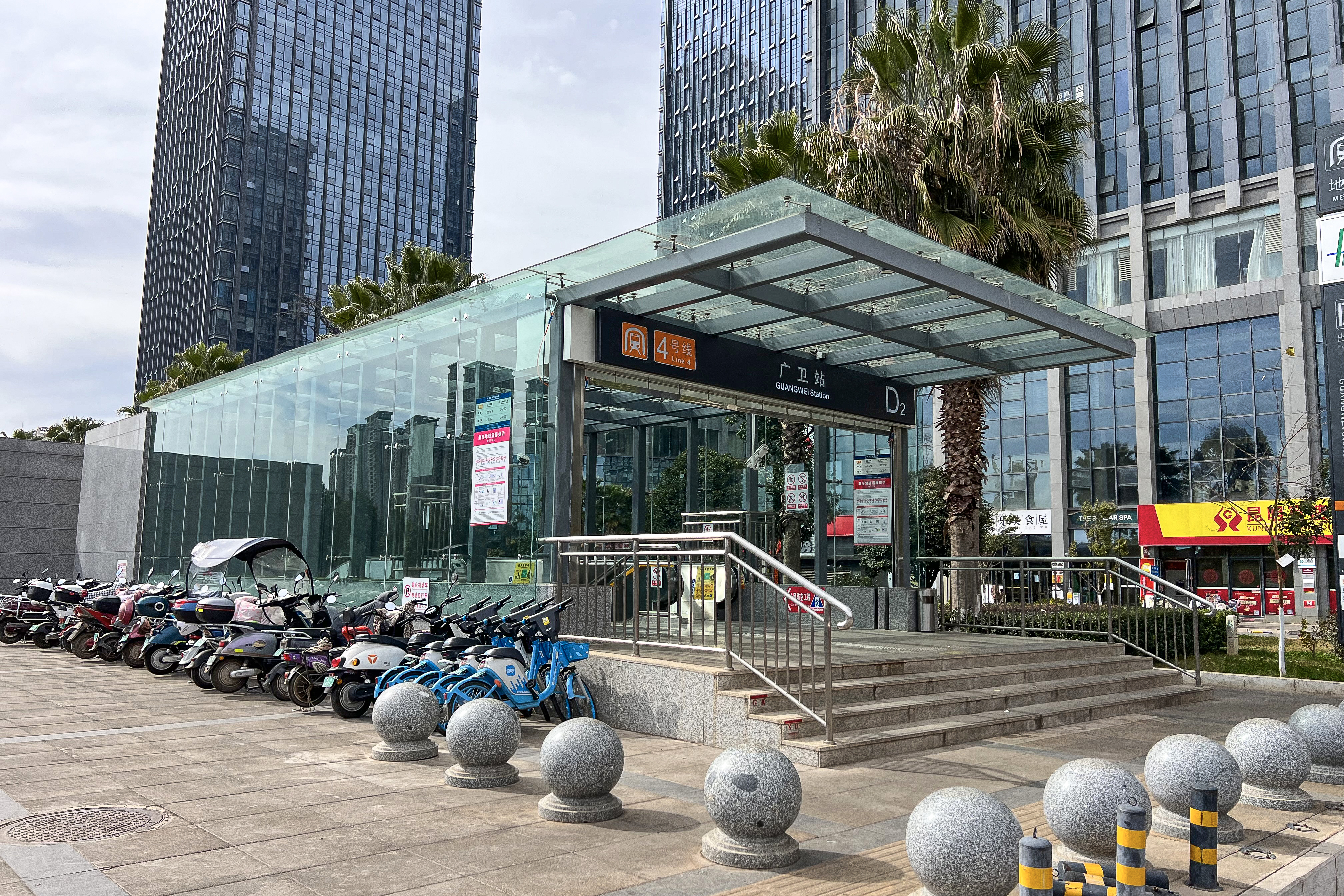
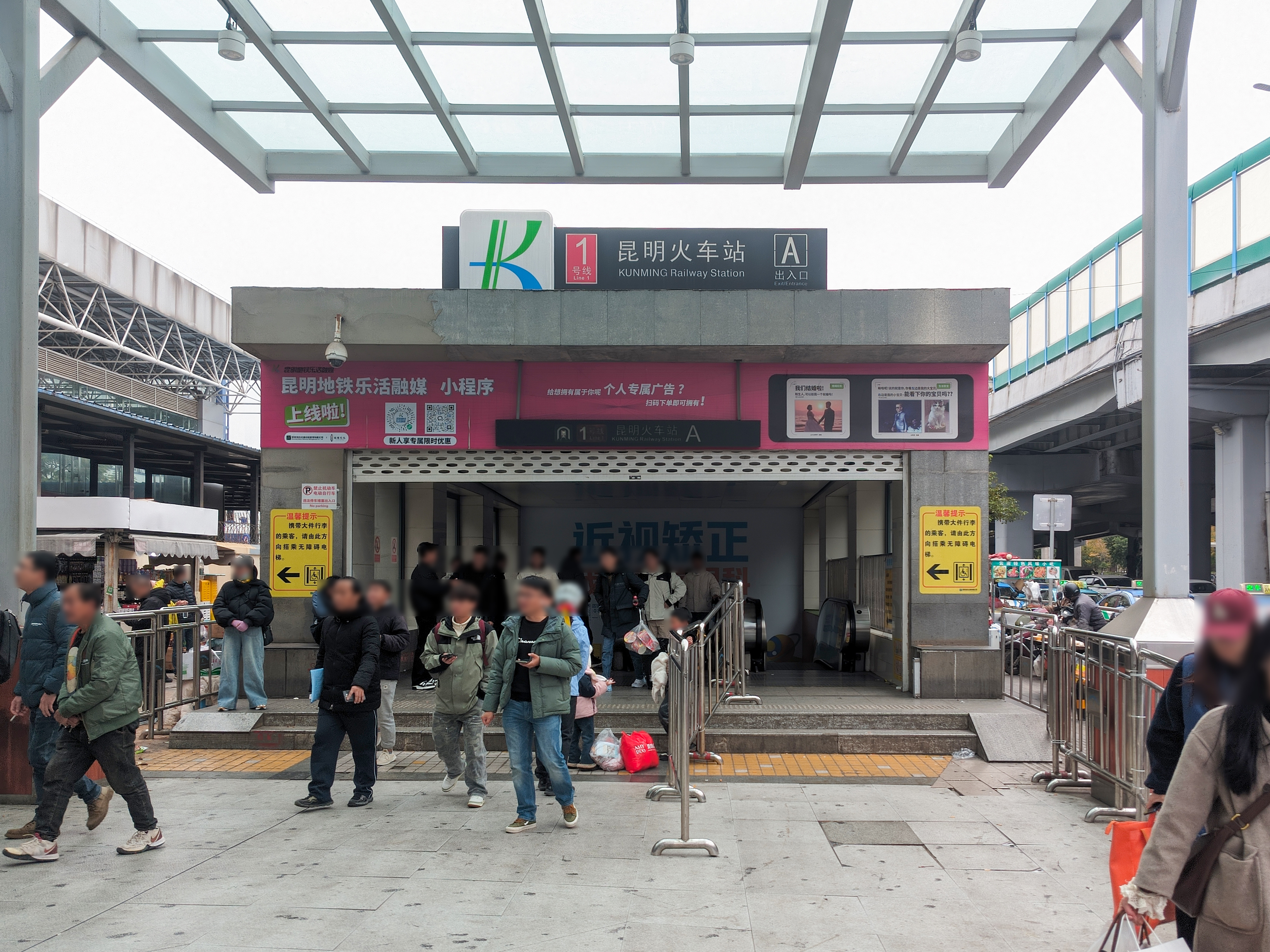
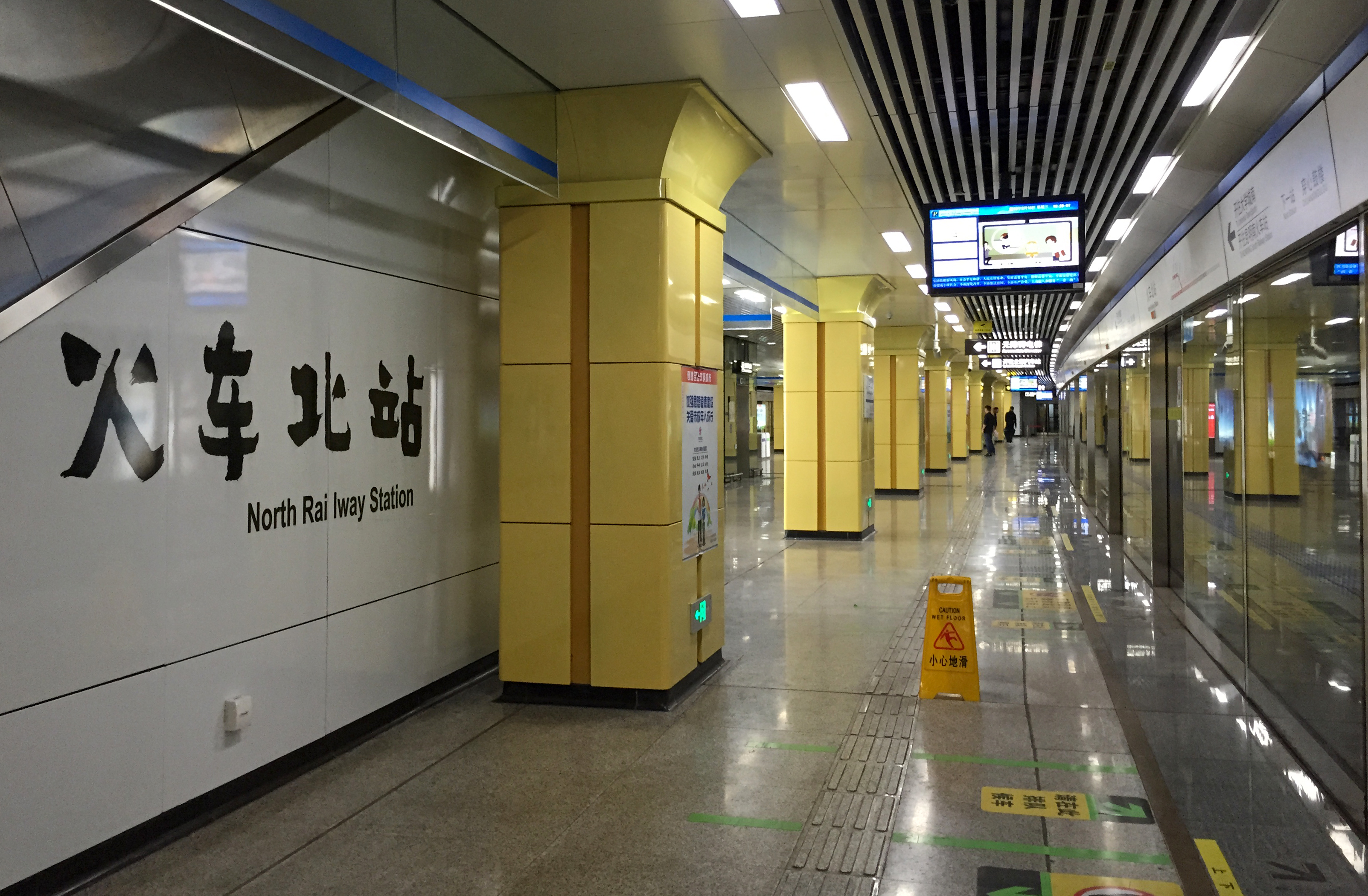
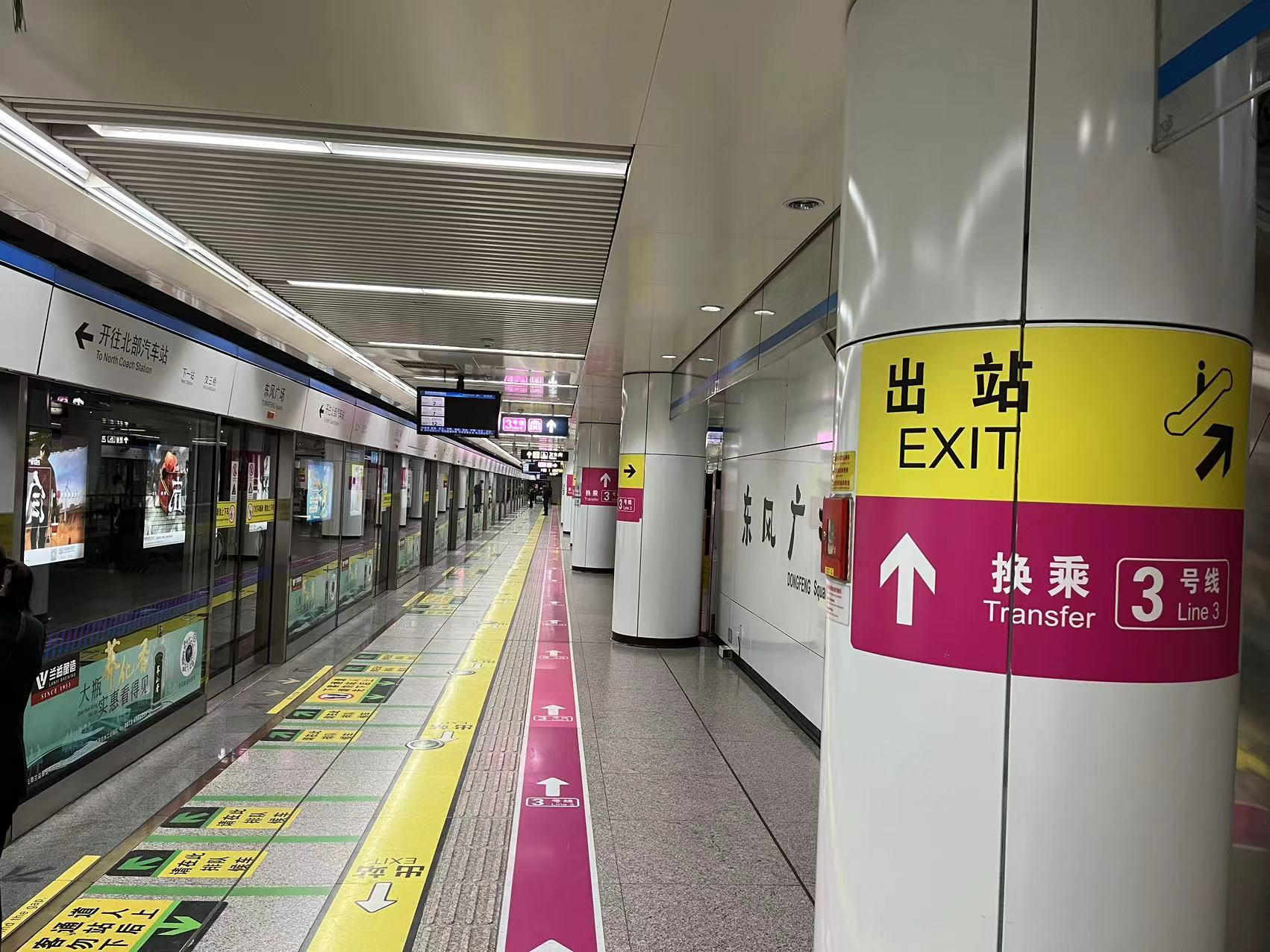
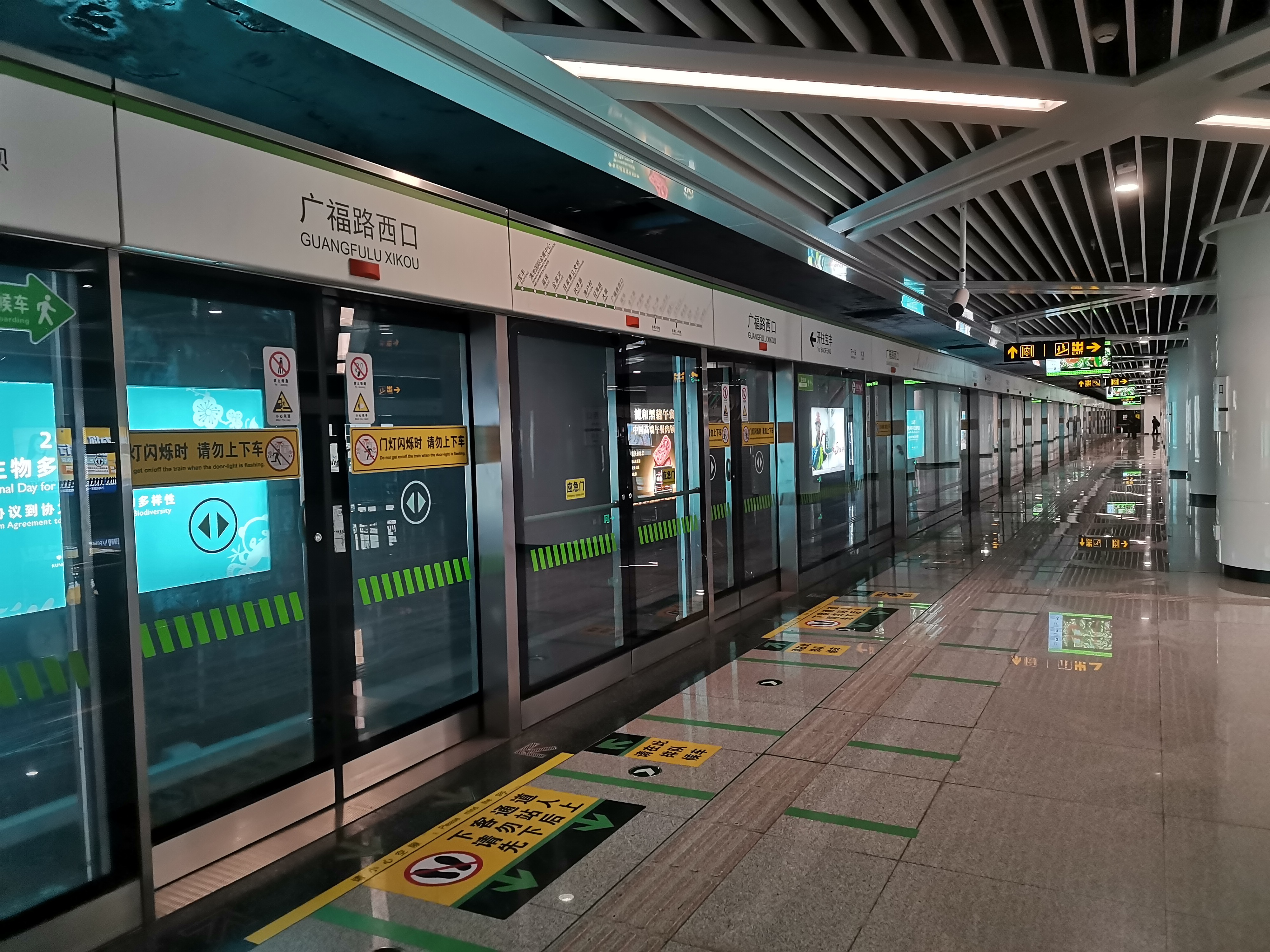